# Anolis paternus
Anolis paternus är en ödleart som beskrevs av  Hardy 1967. Anolis paternus ingår i släktet anolisar, och familjen Polychrotidae.

## Underarter
Arten delas in i följande underarter:
- A. p. paternus
- A. p. pinarensis